# 王震之
王震之（1915年—1957年9月23日），男，原籍河北定县，生于湖南长沙，中国剧作家，中国作家协会理事，中国电影工作者联谊会主席团委员。